# Anthurium soejartoi
Anthurium soejartoi är en kallaväxtart som beskrevs av Thomas Bernard Croat och Oberle. Anthurium soejartoi ingår i släktet Anthurium och familjen kallaväxter.

## Underarter
Arten delas in i följande underarter:
- A. s. ascendens
- A. s. soejartoi